# María Teresa Bustillos
María Teresa Bustillos Cereceda  era una estudiante de Trabajo Social, militante del MIR que fue detenida por agentes de la DINA el 9 de diciembre de 1974. Su nombre forma parte de la Operación Colombo. Tenía 24 años a la fecha de la detención, es una de las mujeres detenidas desaparecidas de la dictadura militar en Chile.  

## Estudiante de Trabajo Social detenida por la DINA
María Teresa Bustillos Cereceda fue la segunda de tres hermanas. María Teresa estaba comprometida con la lucha contra la injusticia y la defensa de los derechos humanos, decidiendo estudiar trabajo social y participar en organizaciones populares. Era estudiante del último año de la carrera de Trabajo Social de la Universidad de Chile cuando  fue detenida por efectivos de la DINA, el 9 de diciembre de 1974, en su departamento de calle San Antonio en el centro de Santiago. Su padre, al conocer la detención y desaparición de su hija, sufrió de un ataque de hemiplegia que lo dejó paralizado hasta el momento de su muerte.  María Teresa fue llevada al centro de reclusión de Villa Grimaldi, desde donde se pierde su paradero.

## Operación Colombo
Meses después de la desaparición de María Teresa, su nombre fue incluido en la nómina que publicó el diario brasileño "O'DIA" y la revista argentina “VEA”, que reprodujeron medios nacionales el 25 de julio de 1974, dando cuenta de supuestos enfrentamientos y en los cuales habrían muerto 119 chilenos. Ambas publicaciones fueron un montaje, los nombres que componían esta lista, corresponden todos a personas que fueron detenidas por la dictadura y que continúan desaparecidas. María Teresa Bustillos fue parte del listado de 119 chilenos que son parte del montaje comunicacional denominado Operación Colombo.

## Informe Rettig
Familiares de María Teresa Bustillos presentaron su caso ante la Comisión Rettig, Comisión de Verdad que tuvo la misión de calificar casos de detenidos desaparecidos y ejecutados durante la dictadura. Sobre el caso de María Teresa Bustillos, el Informe Rettig señaló que:

“El 9 de diciembre de 1974 fue detenida por agentes de la DINA la militante del MIR María Teresa BUSTILLOS CERECEDA.  La detención se produjo en un departamento del centro de Santiago perteneciente a una pareja también vinculada al MIR, cuyos integrantes igualmente fueron detenidos pero finalmente fueron liberados.
La detenida fue llevada al recinto de Villa Grimaldi donde fue vista por numerosos testigos y desde donde desaparece en poder de la DINA.
La Comisión está convencida de que su desaparición fue obra de agentes del Estado, quienes violaron así sus derechos humanos”.

## Proceso judicial en democracia
En la investigación por la detención y desaparición de  María Teresa Bustillos el ministro de la Corte de Apelaciones de Santiago, Alejandro Solís, investigó el caso dictando el 27 de septiembre de 2007 sentencia en primera instancia. El magistrado en la sentencia condenó a 4 exagentes de la DINA por el delito de secuestro calificado de María Teresa Bustillos Cereceda. El magistrado condenó a Manuel Contreras Sepúlveda a 15 años de prisión; y a Miguel Krassnoff Martchenko, Marcelo Moren Brito y Pedro Espinoza Bravo a 10 años y un día de prisión.
La Corte de Apelaciones de Santiago confirmó las condenas el 27 de enero de 2009 a los cuatro exmiembros de la Dirección de Inteligencia Nacional (DINA) por el secuestro calificado de María Teresa Bustillos. Por lo que en la segunda instancia la Corte de Apelaciones de Santiago ratificó la sentencia de primera instancia que había determinado las penas para los exagentes de:
Manuel Contreras Sepúlveda: 15 años de prisión. Sin beneficios.
Marcelo Moren Brito: 10 años y un día de prisión. Sin beneficios.
Miguel Krassnoff Martchentko: 10 años y un día de prisión. Sin beneficios.
Pedro Espinoza Bravo: 10 años y un día de prisión. Sin beneficios.
En sentencia definitiva el 3 de diciembre de 2009 la Corte Suprema condenó a cuatro exagentes de la Dirección de Inteligencia Nacional (DINA) por su responsabilidad en el delito de secuestro calificado de María Teresa Bustillos Cereceda. La Sala Penal del máximo tribunal integrada por los ministros: Nibaldo Segura P., Jaime Rodríguez E., Rubén Ballesteros C., Hugo Dolmestch U. y Haroldo Brito confirmó la sentencia que condenó a los exagentes Marcelo Moren Brito, Miguel Krassnoff Martchenko y Pedro Espinoza Bravo, a la pena de diez años y un día de prisión, como autores del delito.